# Chò đãi
Chò đãi, hay hồ đào có mỏ hoặc mạy Tàu, mạy Trung Quốc (danh pháp khoa học Annamocarya sinensis) là một loài thực vật có hoa thuộc họ Juglandaceae, và cũng là loài duy nhất thuộc chi Annamocarya, có nguồn gốc từ vùng tây nam Trung Quốc (Quảng Tây, Quý Châu, Vân Nam) và miền bắc Việt Nam. Chò đãi cũng thường được xếp vào chi Mạy (Carya) với danh pháp Carya sinensis, nhưng nó cũng chia sẻ nhiều đặc trưng với các loài óc chó trong chi Juglans. Nó được gộp cùng Carya trong phân tông Caryinae.
Chò đãi là loài cây gỗ nhỡ, có thể cao tới 30m, đường kính 0,8m. Đây là một loài cây thường xanh phân bố trong rừng mưa nhiệt đới hoặc cận nhiệt đới thường xanh, ở độ cao từ 600 - 1.000m trên núi đá vôi. Thân cây nhẵn. Lá kép lông chim một lần lẻ có kích thước 30–50 cm, có từ 7-11 lá chét. Lá chét có chất liệu bóng gần da, mép lá chét nguyên (đặc điểm phân biệt với các loài thuộc chi Mạy). Hoa đơn tính, nhóm cụm hoa đực thường mọc ở nách lá có từ 5-8 cụm hoa đực, mỗi cụm hoa đực là hoa tự hình bông đuôi sóc. Hoa cái thường mọc ở đầu cành. Quả hình cầu hoặc hình trứng dài 6–8 cm rộng 4–6 cm, có mỏ nhỏ ở đỉnh quả. Hoa ra vào tháng 3-4, quả cho vào tháng 8-9.